# Thomas Hedberg
Thomas Hedberg (* 2. Februar 1886 in Hobart, Tasmanien; † 11. September 1954 ebenda) war ein britischer Segler.

## Erfolge
Thomas Hedberg nahm an den Olympischen Spielen 1920 in Antwerpen mit dem 18-Fuß-Dinghy Brat als Crewmitglied teil, deren Skipper Francis Richards war. Als einziges Boot seiner Klasse, das am Wettbewerb teilnahm, genügte der Brat bei den Wettfahrten lediglich das Erreichen des Ziels. Da jedoch schon bei der ersten Wettfahrt keine Zieleinfahrt gelang und die Brat bei keinen weiteren Wettfahrten startete, galt die Vergabe der Goldmedaille als umstritten, denn Hedberg und Richards wurden im offiziellen Bericht der Spiele nicht genannt. Sowohl der Weltverband als auch das IOC führen jedoch Hedberg und Richards als Olympiasieger.